# Copelatus strinatii
Copelatus strinatii är en skalbaggsart som beskrevs av Guignot 1958. Copelatus strinatii ingår i släktet Copelatus och familjen dykare. Inga underarter finns listade i Catalogue of Life.